# Movistar Team
El Movistar Team (codi UCI: MOV) és un equip espanyol de ciclisme professional en ruta. Forma part de l'UCI World Tour. Creat el 1980, anteriorment ha estat conegut amb els noms de Reynolds, Banesto i Caisse d'Épargne, tots ells sota la batuta de José Miguel Echavarri.
Al llarg de la seva història hi han corregut ciclistes com Pedro Delgado, Miguel Indurain, José María Jiménez, Alex Zülle, Francisco Mancebo o, més recentment, Alejandro Valverde i Nairo Quintana.

## Principals victòries

### Clàssiques
- Clàssica de Sant Sebastià: Miguel Indurain (1990), Alejandro Valverde (2008, 2014) i Luis León Sánchez (2010)
- Fletxa Valona: Alejandro Valverde (2006, 2014, 2015), 2016, 2017)
- Lieja-Bastogne-Lieja: Alejandro Valverde (2006, 2008, 2015, 2017)
- Gran Premi Ciclista de Mont-real: Rui Costa (2011)

### Curses per etapes
- Volta al País Basc: Josep Lluís Laguía (1982), Julián Gorospe (1983 i 1990), Aitor Osa (2002), Denís Ménxov (2004), Nairo Quintana (2013), Alejandro Valverde (2017)
- Tour de l'Avenir: Miguel Indurain (1986)
- París-Niça: Miguel Indurain (1989 i 1990), Jean-François Bernard (1992), Luis León Sánchez (2009), Marc Soler (2018)
- Critèrium Internacional: Miguel Indurain (1989), Jean-François Bernard (1992)
- Volta a Catalunya: Miguel Indurain (1991 i 1992), Manuel Beltrán (1999), José María Jiménez (2000), Vladímir Karpets (2007), Alejandro Valverde (2009, 2017 i 2018), Nairo Quintana (2016)
- Critèrium del Dauphiné: Miguel Indurain (1995 i 1996), Armand de Las Cuevas (1998), Alejandro Valverde (2008 i 2009)
- Volta a Suïssa: Vladímir Karpets (2007), Rui Costa (2012 i 2013)
- Eneco Tour: José Iván Gutiérrez (2007 i 2008)
- Tour de Pequín: Beñat Intxausti (2013)
- Tirrena-Adriàtica: Nairo Quintana (2015 i 2017)
- Volta a Polònia: Ion Izagirre (2015)
- Tour de Romandia: Nairo Quintana (2016)
- Abu Dhabi Tour: Alejandro Valverde (2018)

### Grans Voltes
| - Tour de França: - 41 participacions (1983, 1984, 1985, 1986, 1987, 1988, 1989, 1990, 1991, 1992, 1993, 1994, 1995, 1996, 1997, 1998, 1999, 2000, 2001, 2002, 2003, 2004, 2005, 2006, 2007, 2008, 2009, 2010, 2011, 2012, 2013, 2014, 2015, 2016, 2017, 2018, 2019, 2020, 2021, 2022, 2023) - 34 victòries d'etapa : - 1 el 1983: Ángel Arroyo - 1 el 1984: Ángel Arroyo - 1 el 1985: Eduardo Chozas - 1 el 1986: Julián Gorospe - 1 el 1988: Pedro Delgado - 1 el 1989: Miguel Indurain - 1 el 1990: Miguel Indurain - 2 el 1991: Miguel Indurain (2) - 3 el 1992: Miguel Indurain (3) - 2 el 1993: Miguel Indurain (2) - 1 el 1994: Miguel Indurain - 2 el 1995: Miguel Indurain (2) - 1 el 1997: Abraham Olano - 1 el 2000: José Vicente García Acosta - 2 el 2003: Pablo Lastras, Joan Antoni Flecha - 1 el 2005: Alejandro Valverde - 3 el 2008: Alejandro Valverde (2), Luis León Sánchez - 1 el 2009: Luis León Sánchez - 1 el 2011: Rui Costa - 1 el 2012: Alejandro Valverde - 3 el 2013: Rui Costa (2), Nairo Quintana - 1 el 2016: Ion Izagirre - 1 el 2018: Nairo Quintana - 1 el 2019: Nairo Quintana - 7 victòries finals: - 1988: Pedro Delgado - 1991: Miguel Indurain - 1992: Miguel Indurain - 1993: Miguel Indurain - 1994: Miguel Indurain - 1995: Miguel Indurain - 2006: Óscar Pereiro - Classificacions secundàries: - Classificació per equips: 1991, 1999, 2015, 2016, 2018, 2019 i 2020 - Gran Premi de la muntanya: 2013 (Nairo Quintana) - Classificació dels joves: 2000 (Francisco Mancebo), 2003 (Denís Ménxov), 2004 (Vladímir Karpets), 2013 (Nairo Quintana, 2015 (Nairo Quintana) | - Giro d'Itàlia - 28 participacions (1988, 1991, 1992, 1993, 1994, 1995, 1999, 2000, 2001, 2005, 2006, 2007, 2008, 2009, 2010, 2011, 2012, 2013, 2014, 2015, 2016, 2017, 2018, 2019, 2020, 2021, 2022, 2023) - 23 victòries d'etapa: - 2 el 1992: Miguel Indurain (2) - 2 el 1993: Miguel Indurain (2) - 1 el 2001: Pablo Lastras - 1 el 2006: Joan Horrach - 2 el 2011: Francisco Ventoso, Vassil Kirienka - 2 el 2012: Francisco Ventoso, Andrey Amador - 4 el 2013: Giovanni Visconti (2), Alex Dowsett, Beñat Intxausti - 2 el 2014: Nairo Quintana - 1 el 2015: Beñat Intxausti - 1 el 2016: Alejandro Valverde - 2 el 2017: Gorka Izagirre, Nairo Quintana - 1 el 2018: Richard Carapaz - 2 el 2019: Richard Carapaz (2) - 4 victòries finals: - 1992: Miguel Indurain - 1993: Miguel Indurain - 2014: Nairo Quintana - 2019: Richard Carapaz - Classificacions secundàries - Classificació dels joves: Nairo Quintana (2014) - Gran Premi de la muntanya: Giovanni Visconti (2015) - Classificació per equips: 2017, 2019 | - Volta a Espanya - 44 participacions (1980, 1981, 1982, 1983, 1984, 1985, 1986, 1987, 1988, 1989, 1990, 1991, 1992, 1993, 1994, 1995, 1996, 1997, 1998, 1999, 2000, 2001, 2002, 2003, 2004, 2005, 2006, 2007, 2008, 2009, 2010, 2011, 2012, 2013, 2014, 2015, 2016, 2017, 2018, 2019, 2020, 2021, 2022, 2023) - 63 victòries d'etapa: - 1 el 1980: Dominique Arnaud - 5 el 1982: Josep Lluís Laguía (3), J. Hernández, Ángel Arroyo - 3 el 1983: C. Hernández, Laguía, J. Hernández - 2 el 1984: Julián Gorospe (2) - 2 el 1986: Marc Gomez (2) - 1 el 1987: Dominique Arnaud - 3 el 1989: Pedro Delgado (3) - 1 el 1992: Pedro Delgado - 1 el 1993: Marino Alonso - 1 el 1994: Marino Alonso - 2 el 1997: J. García Acosta, J.M. Jiménez - 4 el 1998: José María Jiménez (4) - 2 el 1999: Alex Zülle, José María Jiménez - 2 el 2000: Alex Zülle, Eladio Jimenez - 5 el 2001: J.M. Jiménez (3), Juan Miguel Mercado, Santiago Blanco - 4 el 2002: Pablo Lastras (2), Santiago Blanco, J. García Acosta - 1 el 2004: Denís Ménxov - 1 el 2005: Francisco Mancebo - 1 el 2006: Alejandro Valverde - 1 el 2007: Vladímir Iefimkin - 3 el 2008: Alejandro Valverde, David Arroyo, Imanol Erviti - 2 el 2010: David López García, Imanol Erviti - 1 el 2011: Pablo Lastras - 3 el 2012: Contrarellotge per equips, Alejandro Valverde (2) - 3 el 2014: Contrarellotge per equips, Alejandro Valverde, Adriano Malori - 1 el 2015: Alejandro Valverde - 1 el 2016: Nairo Quintana - 2 el 2018: Alejandro Valverde - 2 el 2019: Nairo Quintana, Alejandro Valverde - 1 el 2020: Marc Soler - 1 el 2021: Miguel Ángel López - 4 victòries finals: - 1989: Pedro Delgado - 1998: Abraham Olano - 2009: Alejandro Valverde - 2016: Nairo Quintana - Classificacions secundàries: - Gran Premi de la muntanya: 1981, 1982, 1983, 1985, 1986 (Josep Lluís Laguía), 1997, 1998, 1999, 2001 (José María Jiménez) i 2002 (Aitor Osa) - Classificació per equips: 1994, 1998, 1999, 2001, 2003, 2007, 2008, 2012, 2015, 2018, 2019, 2020 - Classificació per punts: 2001 (José María Jiménez), 2012, 2013, 2015, 2018 (Alejandro Valverde) - Classificació de la combinada: 2009 i 2012 (Alejandro Valverde), 2016 (Nairo Quintana) - Classificació dels joves: 2020 (Enric Mas) |

### Campionats nacionals

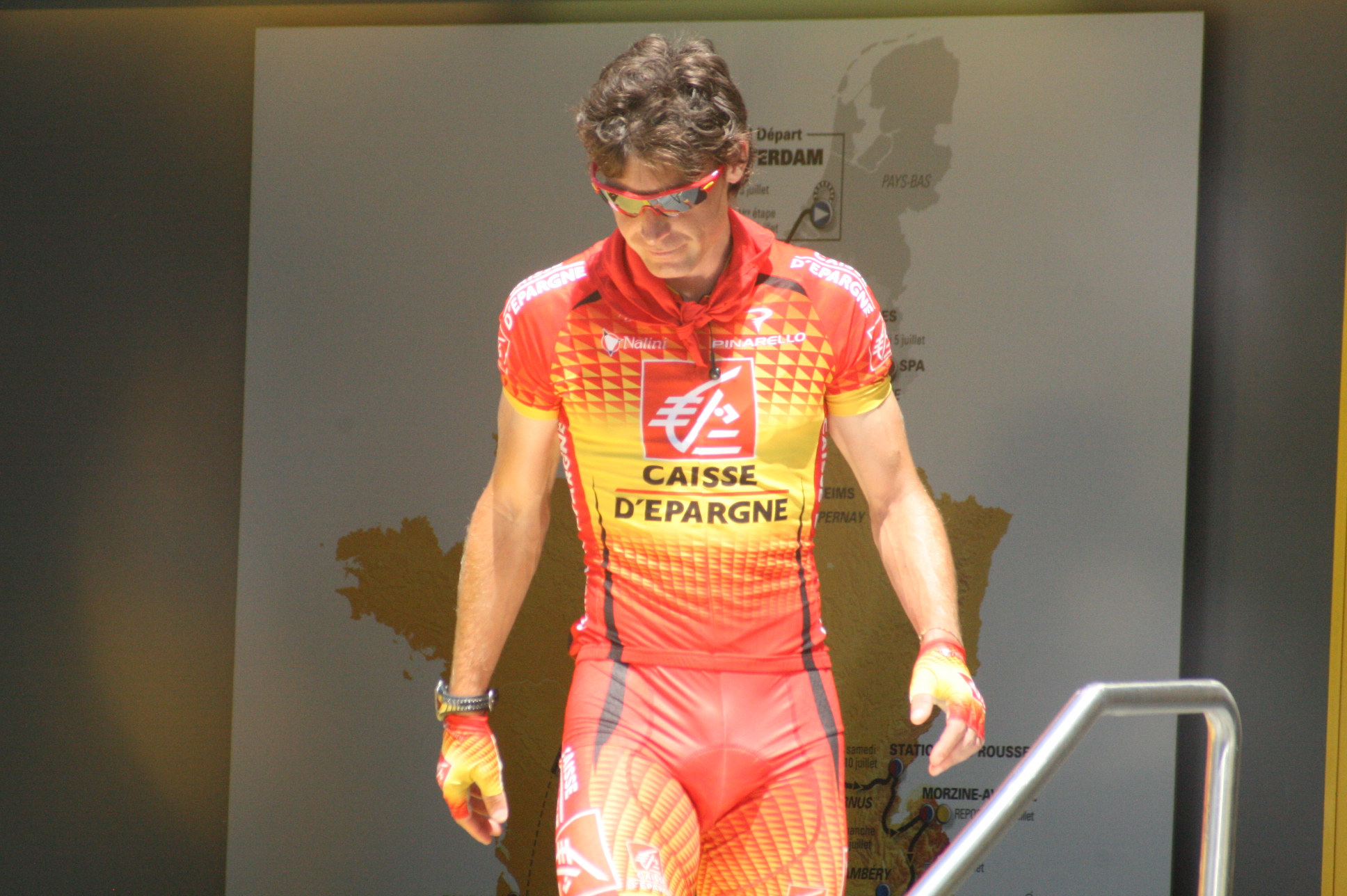
José Ivan Gutiérrez, campió d'Espanya de contrarellotge el 2004, 2005 i 2007, i de la cursa en línia el 2010

- Campionat d'Àustria en ruta: 2023 (Gregor Mühlberger)
- Campionat de Belarús en ruta: 2012 (Branislau Samòilau)
- Campionat d'Espanya en ruta: 1982 (Josep Lluís Laguía), 1983 (Carlos Hernández Bailo), 1992 (Miguel Indurain), 1995 (Jesús Montoya), 1997 (José María Jiménez), 2003 (Rubén Plaza), 2004 (Francisco Mancebo), 2007 (Joaquim Rodríguez), 2008, 2015 (Alejandro Valverde), 2010 (José Ivan Gutiérrez), 2011 (José Joaquín Rojas), 2012 (Fran Ventoso), 2013 (Jesús Herrada), 2014 (Ion Izagirre), 2024 (Alex Aranburu)
- Campionat d'Espanya de contrarellotge: 1998 (Abraham Olano), 2004, 2005, 2007 (José Ivan Gutiérrez), 2008, 2010 (Luis León Sánchez), 2013, 2015 (Jonathan Castroviejo), 2014 (Alejandro Valverde), 2016 (Ion Izagirre), 2023 (Oier Lazkano)
- Campionat de Finlàndia en ruta: 1986 (Kari Myyryläinen)
- Campionat de França en ruta: 2006 (Florent Brard)
- Campionat d'Itàlia en contrarellotge: 2014, 2015 (Adriano Malori)
- Campionat de Portugal en contrarellotge: 2010 i 2013 (Rui Costa), 2016 (Nélson Oliveira)
- Campionat del Regne Unit en contrarellotge: 2013, 2015, 2016 (Alex Dowsett)

## Classificacions UCI

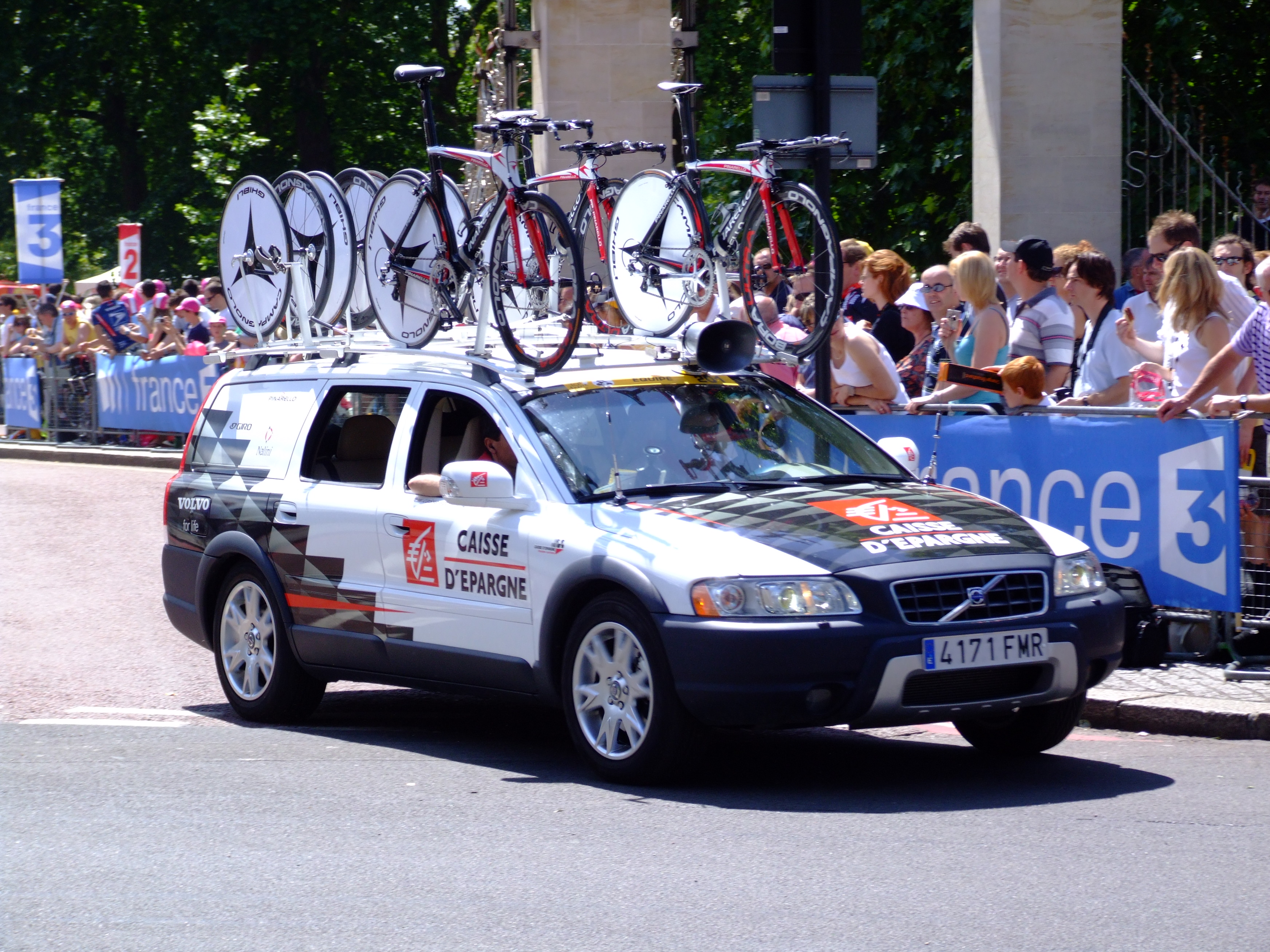
Vehicle de l'equip al 2007

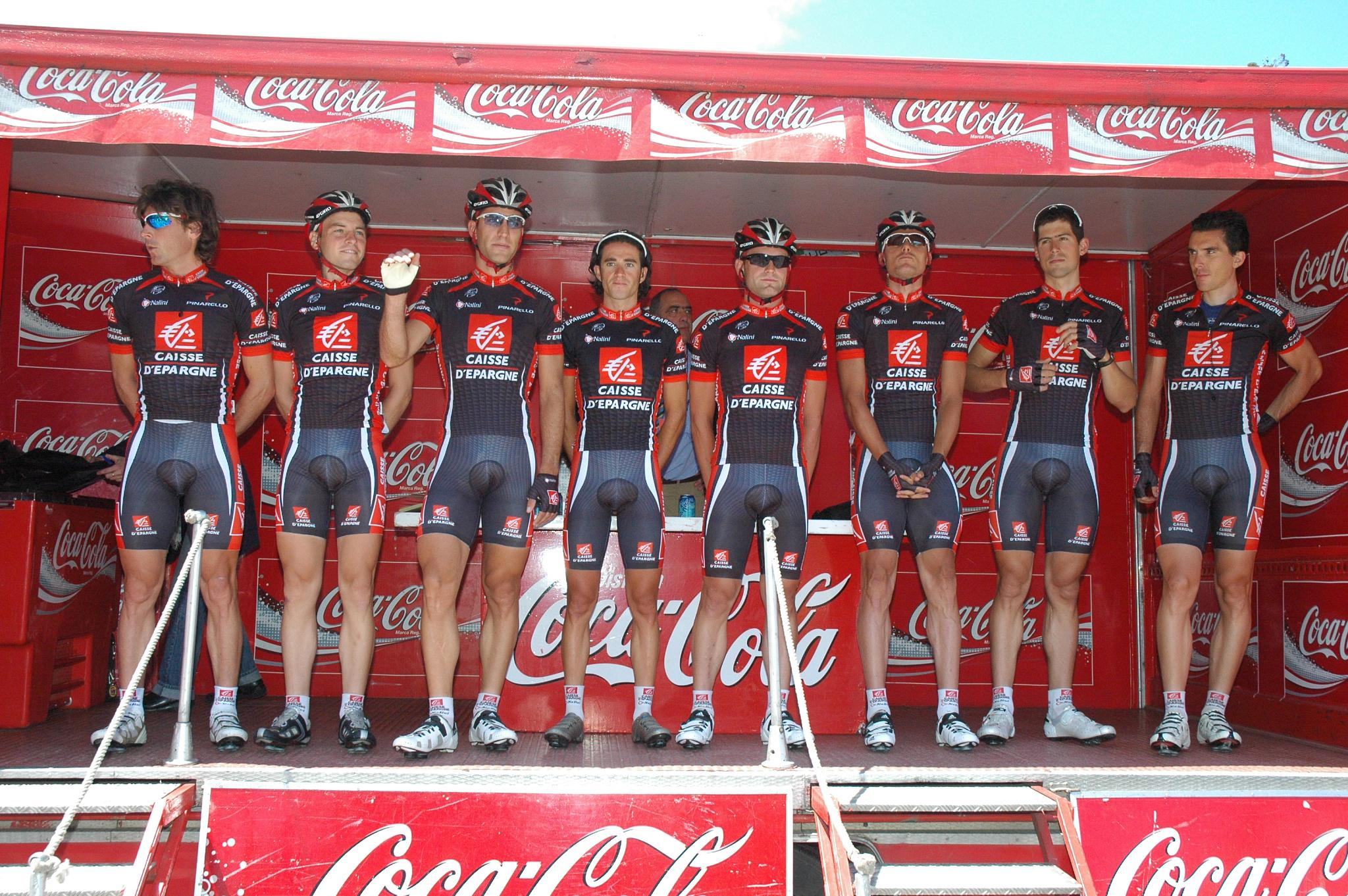
L'equip al 2008

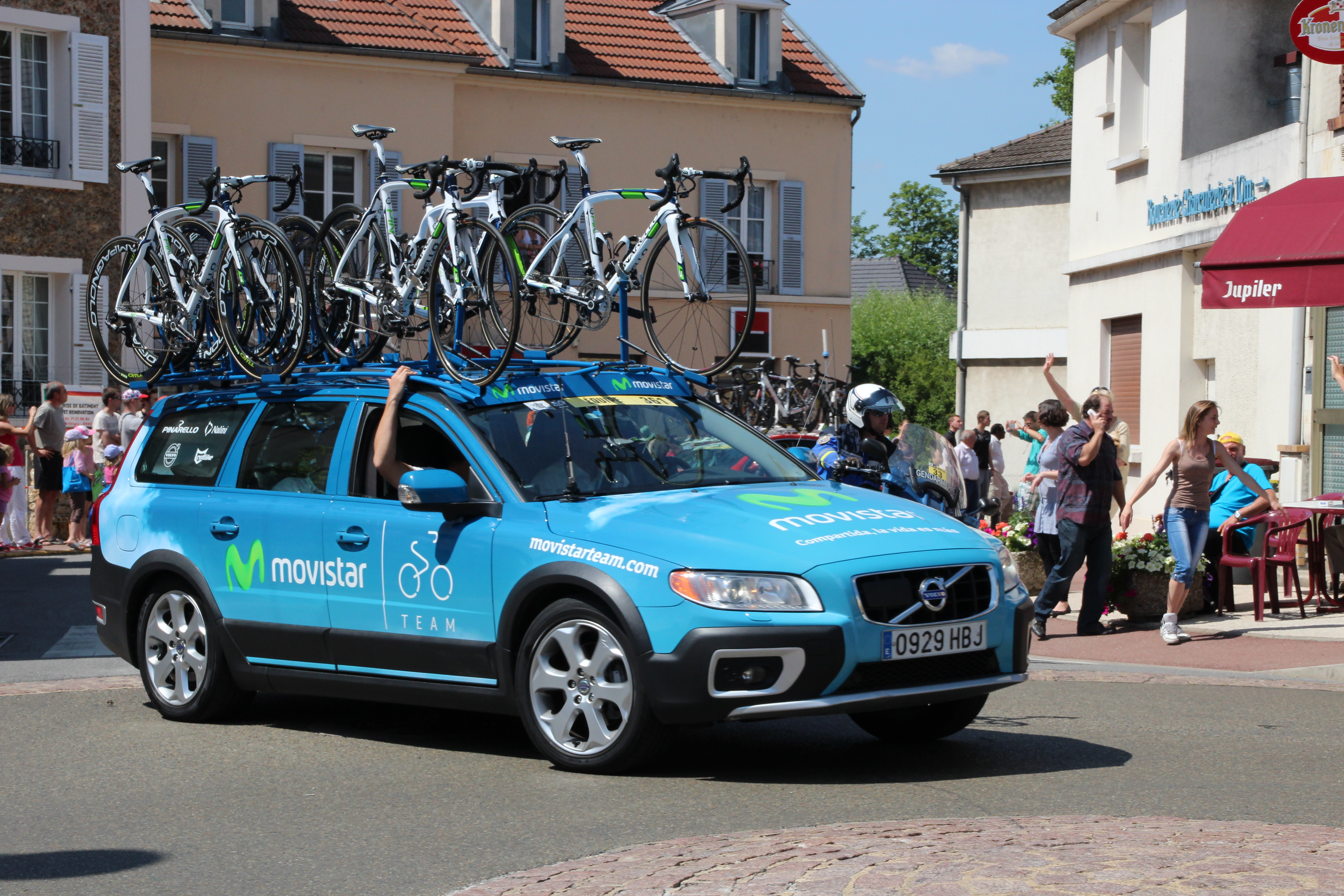
Vehicle de l'equip al 2012

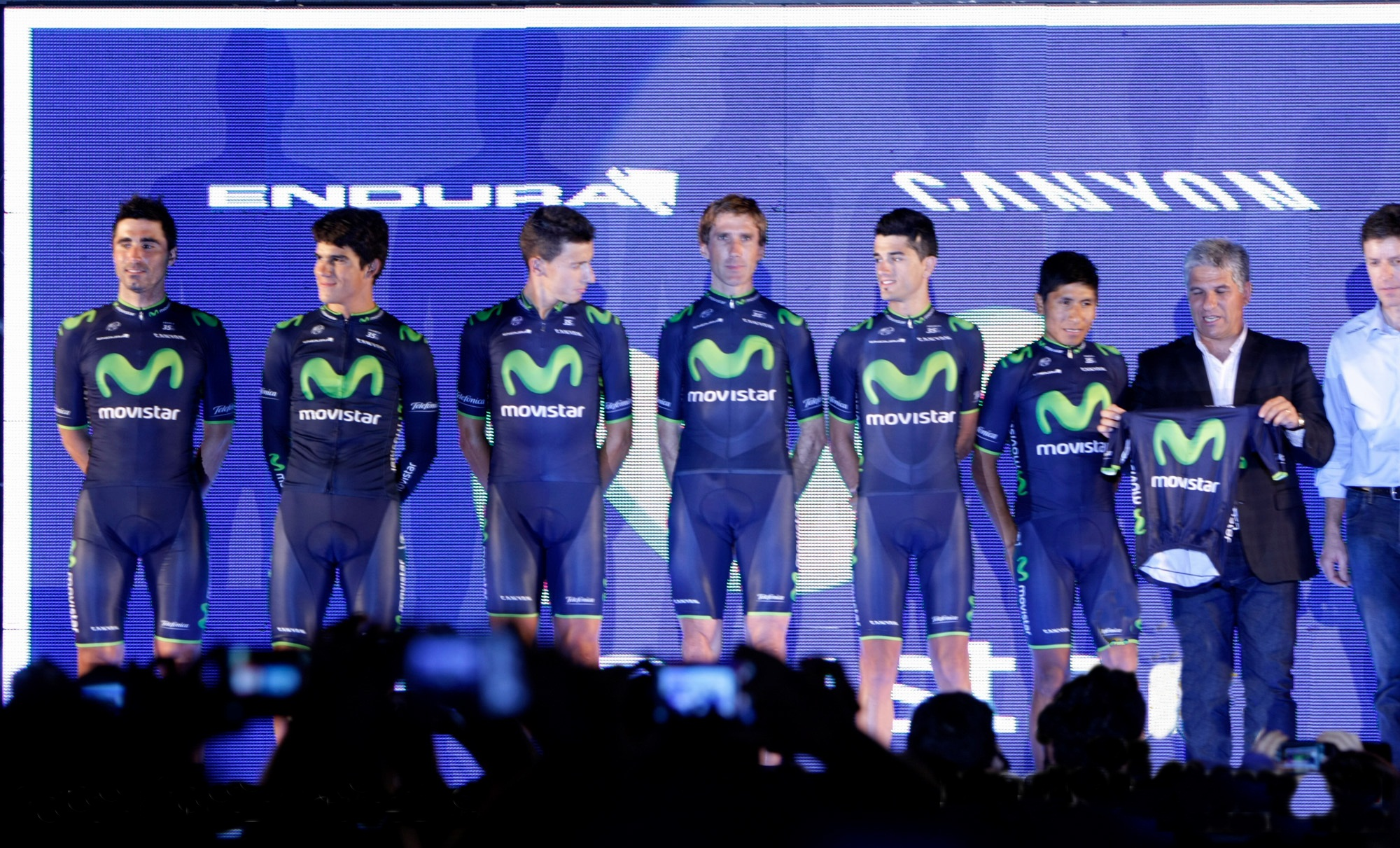
L'equip al 2014

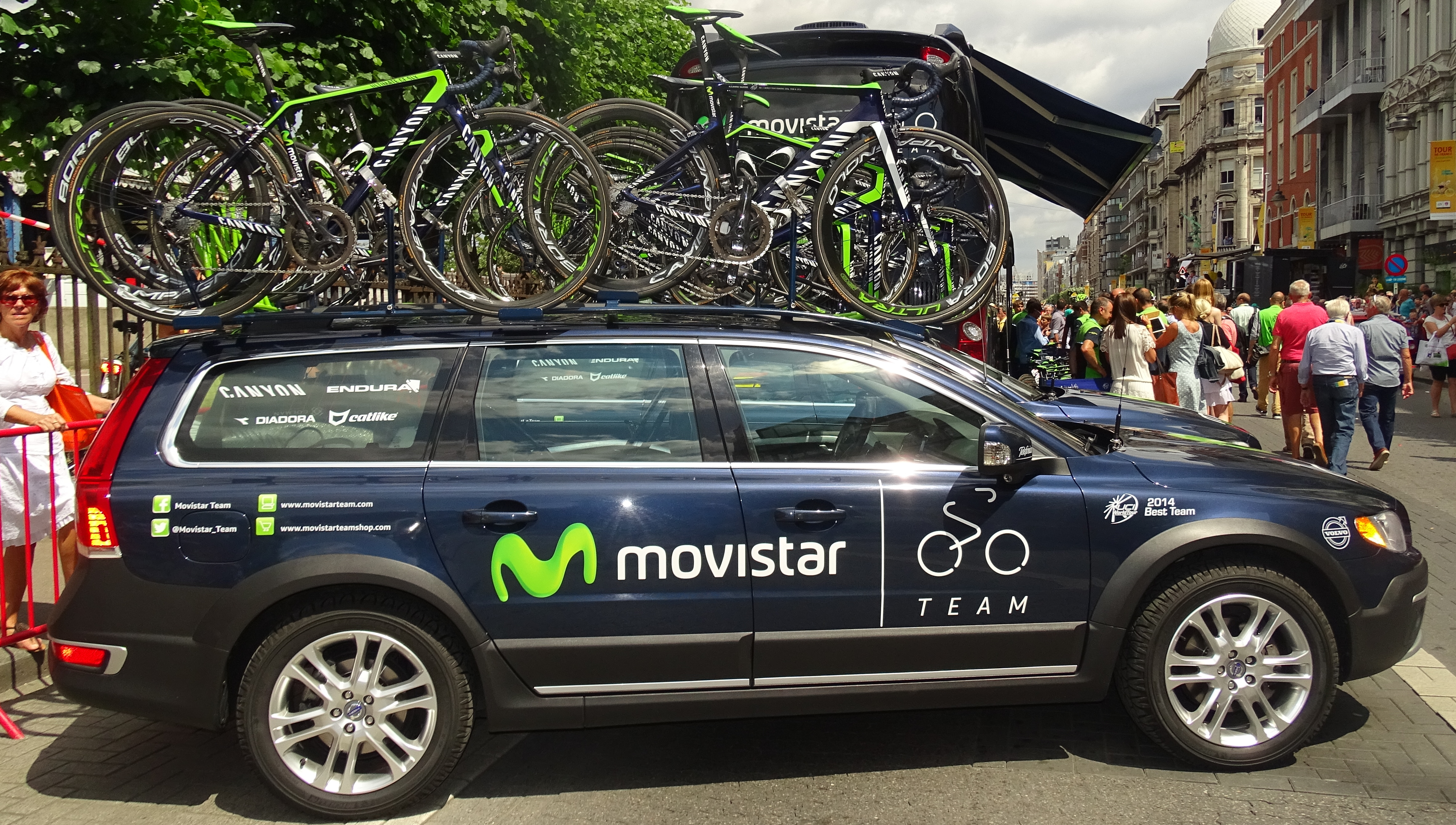
Vehicle de l'equip al 2015

Fins al 1998 els equips ciclistes es trobaven classificats dins l'UCI en una única categoria. El 1999 la classificació UCI per equips es dividí entre GSI, GSII i GSIII. D'acord amb aquesta classificació els Grups Esportius I són la primera categoria dels equips ciclistes professionals. L'equip Banesto, més tard Illes Balears, serà considerat GSI durant tots el període. La següent classificació estableix la posició de l'equip en finalitzar la temporada.
| Temporada | Classificació per equips | Millor ciclista en la classificació individual |
| --------- | ------------------------ | ---------------------------------------------- |
| 1995      | 5è                       | Miguel Indurain (3r)                           |
| 1996      | 17è                      | Miguel Indurain (14è)                          |
| 1997      | 9è                       | Abraham Olano (10è)                            |
| 1998      | 6è                       | Abraham Olano (3r)                             |
| 1999      | 8è                       | José María Jiménez (28è)                       |
| 2000      | 9è                       | Leonardo Piepoli (30è)                         |
| 2001      | 6è                       | Juan Carlos Domínguez (23è)                    |
| 2002      | 8è                       | Francisco Mancebo (34è)                        |
| 2003      | 5è                       | Francisco Mancebo (19è)                        |
| 2004      | 11è                      | Francisco Mancebo (14è)                        |

A partir del 2005, l'equip s'integra al ProTour. La taula presenta les classificacions de l'equip al circuit, així com el millor ciclista individual.
| Temporada | Classificació per equips | Millor ciclista en la classificació individual |
| --------- | ------------------------ | ---------------------------------------------- |
| 2005      | 10è                      | Francisco Mancebo (15è)                        |
| 2006      | 2n                       | Alejandro Valverde (1r)                        |
| 2007      | 3r                       | Alejandro Valverde (4t)                        |
| 2008      | 1r                       | Alejandro Valverde (1r)                        |

El 2009 la classificació del ProTour és substituïda per la Classificació mundial UCI.
| Temporada | Classificació per equips | Millor ciclista en la classificació individual |
| --------- | ------------------------ | ---------------------------------------------- |
| 2009      | 2n                       | Alejandro Valverde (2n)                        |
| 2010      | 9è                       | Luis León Sánchez (3r)                         |

El 2011 la Classificació mundial UCI passa a ser l'UCI World Tour.
| Temporada | Classificació per equips | Millor ciclista en la classificació individual |
| --------- | ------------------------ | ---------------------------------------------- |
| 2011      | 13è                      | Beñat Intxausti (37è)                          |
| 2012      | 5è                       | Alejandro Valverde (5è)                        |
| 2013      | 1r                       | Alejandro Valverde (3r)                        |
| 2014      | 1r                       | Alejandro Valverde (1r)                        |
| 2015      | 1r                       | Alejandro Valverde (1r)                        |
| 2016      | 1r                       | Nairo Quintana (2n)                            |
| 2017      | 6è                       | Alejandro Valverde (7è)                        |
| 2018      | 8è                       | Alejandro Valverde (3r)                        |

El 2016 la Classificació mundial UCI passa a tenir en compte totes les proves UCI. Durant tres temporades existeix paral·lelament amb la classificació UCI World Tour i els circuits continentals. A partir del 2019 substitueix definitivament la classificació UCI World Tour.
| Temporada | Classificació per equips | Millor ciclista en la classificació individual |
| --------- | ------------------------ | ---------------------------------------------- |
| 2016      | -                        | Nairo Quintana (4t)                            |
| 2017      | -                        | Alejandro Valverde (7è)                        |
| 2018      | -                        | Alejandro Valverde (1r)                        |
| 2019      | 7è                       | Alejandro Valverde (5è)                        |
| 2020      | 18è                      | Enric Mas (40è)                                |
| 2021      | 11è                      | Alejandro Valverde (11è)                       |
| 2022      | 11è                      | Alejandro Valverde (10è)                       |
| 2023      | 12è                      | Matteo Jorgenson (35è)                         |

## Composició de l'equip 2024
| Llista de l'equip 2024                     | Llista de l'equip 2024 | Llista de l'equip 2024                   | Llista de l'equip 2024 |
| Ciclista                                   | Data de naixement      | Equip previ                              |                        |
| ------------------------------------------ | ---------------------- | ---------------------------------------- | ---------------------- |
| Alexander Aranburu Deba                    | 19 de setembre de 1995 | Astana-Premier Tech (2021)               |                        |
| Jorge Arcas                                | 8 de juliol de 1992    | Lizarte (2015)                           |                        |
| Jon Barrenetxea                            | 20 de abril de 2000    | Caja Rural-Seguros RGA (2023)            |                        |
| William Barta                              | 4 de gener de 1996     | EF Education-Nippo (2021)                |                        |
| Carlos Canal Blanco                        | 28 de juny de 2001     | Euskaltel-Euskadi (2023)                 |                        |
| Rémi Cavagna                               | 10 de agost de 1995    | Soudal Quick-Step (2023)                 |                        |
| Davide Cimolai                             | 13 de agost de 1989    | Cofidis (2023)                           |                        |
| Davide Formolo                             | 25 de octubre de 1992  | UAE Team Emirates (2023)                 |                        |
| Iván García Cortina                        | 20 de novembre de 1995 | Bahrain McLaren (2020)                   |                        |
| Fernando Gaviria Rendón                    | 19 de agost de 1994    | UAE Team Emirates (2022)                 |                        |
| Ruben Guerreiro                            | 6 de juliol de 1994    | EF Education-EasyPost (2022)             |                        |
| Johan Jacobs                               | 1 de març de 1997      | Lotto-Soudal U23 (2019)                  |                        |
| Oier Lazkano López                         | 7 de novembre de 1999  | Caja Rural-Seguros RGA (2021)            |                        |
| Enric Mas Nicolau                          | 7 de gener de 1995     | Deceuninck-Quick Step (2019)             |                        |
| Manlio Moro                                | 17 de març de 2002     | Zalf Euromobil Fior (2023)               |                        |
| Gregor Mühlberger                          | 4 de abril de 1994     | Bora-Hansgrohe (2020)                    |                        |
| Mathias Norsgaard Jørgensen                | 5 de maig de 1997      | Riwal Readynez (2019)                    |                        |
| Nélson Oliveira                            | 6 de març de 1989      | Lampre-Merida (2015)                     |                        |
| Antonio Pedrero López                      | 23 de octubre de 1991  | Inteja-MMR Dominican cycling team (2015) |                        |
| Nairo Quintana Rojas                       | 4 de febrer de 1990    | Arkéa-Samsic (2022)                      |                        |
| Vinicius Rangel Costa (1 de gen–19 de ago) | 26 de maig de 2001     | Telco.m-On Clima-Osés (2021)             |                        |
| Iván Romeo Abad                            | 16 de agost de 2003    | Hagens Berman Axeon (2022)               |                        |
| Javier Romo                                | 6 de gener de 1999     | Astana Qazaqstan Team (2023)             |                        |
| Einer Rubio                                | 22 de febrer de 1998   | Aran Vejus (2019)                        |                        |
| Sergio Samitier                            | 31 de agost de 1995    | Euskadi Basque Country-Murias (2019)     |                        |
| Gonzalo Serrano Rodríguez                  | 17 de agost de 1994    | Caja Rural-Seguros RGA (2020)            |                        |
| Iván Ramiro Sosa Cuervo                    | 31 de octubre de 1997  | Ineos Grenadiers (2021)                  |                        |
| Pelayo Sánchez Mayo                        | 27 de març de 2000     | Burgos-BH (2023)                         |                        |
| Albert Torres Barceló                      | 26 de abril de 1990    | Inteja-Dominican cycling team (2018)     |                        |
| Lorenzo Milesi                             | 19 de març de 2002     | Team DSM-Firmenich (2023)                |                        |
|                                            |                        |                                          |                        |
| Font: ProCyclingStats                      |                        |                                          |                        |